# العلاقات الباربادوسية الكازاخستانية
العلاقات الباربادوسية الكازاخستانية هي العلاقات الثنائية التي تجمع بين باربادوس وكازاخستان.

## مقارنة بين البلدين
هذه مقارنة عامة ومرجعية للدولتين:
| وجه المقارنة                                              | باربادوس       | كازاخستان                      |
| --------------------------------------------------------- | -------------- | ------------------------------ |
| المساحة (كم2)                                             | 439            | 2.72 مليون                     |
| عدد السكان (نسمة)                                         | 285.72 ألف     | 17.95 مليون                    |
| الكثافة السكانية (ن./كم²)                                 | 65.08 ألف      | 6.6                            |
| العاصمة                                                   | بريدج تاون     | نور سلطان                      |
| اللغة الرسمية                                             | لغة إنجليزية   | اللغة القازاقية، اللغة الروسية |
| العملة                                                    | دولار بربادوسي | تينغ كازاخستاني                |
| الناتج المحلي الإجمالي (بليون دولار)                      | 4.80 مليار     | 159.41 مليار                   |
| الناتج المحلي الإجمالي (تعادل القوة الشرائية) بليون دولار | 4.66 مليار     | 439.39 مليار                   |
| الناتج المحلي الإجمالي الاسمي للفرد دولار أمريكي          | 15.43 ألف      | 10.51 ألف                      |
| الناتج المحلي الإجمالي للفرد دولار أمريكي                 | 16.06 ألف      | 24.23 ألف                      |
| مؤشر التنمية البشرية                                      | 0.795          | 0.788                          |
| رمز المكالمات الدولي                                      | +1246          | +7                             |
| رمز الإنترنت                                              | .bb            | .kz، .қаз ‏                     |
| المنطقة الزمنية                                           | 00             | ت ع م+05:00، ت ع م+06:00       |

## منظمات دولية مشتركة
يشترك البلدان في عضوية مجموعة من المنظمات الدولية، منها:
| علم المنظمة | اسم المنظمة                               | تاريخ انضمام باربادوس | تاريخ انضمام كازاخستان |
| ----------- | ----------------------------------------- | --------------------- | ---------------------- |
|             | الاتحاد البريدي العالمي                   | ?                     | ?                      |
|             | يونسكو                                    | 24 أكتوبر 1968        | 22 مايو 1992           |
|             | البنك الدولي للإنشاء والتعمير             | 12 سبتمبر 1974        | 23 يوليو 1992          |
|             | وكالة ضمان الاستثمار متعدد الأطراف        | 12 أبريل 1988         | 12 أغسطس 1993          |
|             | الاتحاد الدولي للاتصالات                  | 16 أغسطس 1967         | 23 فبراير 1993         |
|             | منظمة الشرطة الجنائية الدولية             | ?                     | ?                      |
|             | مؤسسة التمويل الدولية                     | 25 يونيو 1980         | 30 سبتمبر 1993         |
|             | الأمم المتحدة                             | 9 ديسمبر 1966         | 2 مارس 1992            |
|             | مؤسسة التنمية الدولية                     | 29 سبتمبر 1999        | 23 يوليو 1992          |
|             | منظمة حظر الأسلحة الكيميائية              | ?                     | ?                      |
|             | المركز الدولي لتسوية المنازعات الاستشارية | 1 ديسمبر 1983         | 21 أكتوبر 2000         |

## وصلات خارجية
- موقع وزارة الخارجية الباربادوسية
- موقع وزارة الخارجية الكازاخستانية